# شيخبورة
شَيْخَبُورَة (بالهندستانية: شیخوپورہ) مدينة باكستانية في Sheikhupura District ‏، بلغ عدد سكانها 411834 نسمة، رمزها البريدي هو 39350.

## أعلام
- اشتياق أحمد